# 492 av. J.-C.
Cette page concerne l'année 492 av. J.-C. du calendrier julien proleptique.

## Événements
- Printemps : le gouverneur perse Mardonios dépose les tyrans Ioniens et établit la démocratie dans les cités d’Ionie[1].
  - Guerres médiques : Darius Ier charge son gendre Mardonios de s'emparer de la Thrace et d'imposer son protectorat à la Macédoine. Sa campagne contre la Grèce est un échec : une grande partie de la flotte perse est détruite par une tempête en contournant le mont Athos[1]. Selon Hérodote, 300 navires et plus de 20 000 hommes sont perdus. Les Bryges (en) attaquent le camp perse et tuent beaucoup d’hommes. Mardonios est blessé mais réussit néanmoins à soumettre les Bryges[2].
- 3 octobre : à Rome, début du consulat de Titus Geganius Macerinus , Publius Minucius Augurinus[3].

## Décès
- Bimbisâra.
- Pythagore, mathématicien né v. 572 av. J.-C., mort en année inconnue (Les traités sur la nature,  Les Symboles, Les vers dorés).